# (5188) Paine
(5188) Paine ist ein Asteroid des Hauptgürtels. Er wurde am 15. Oktober 1990 von der US-amerikanischen Astronomin Eleanor Helin am Palomar-Observatorium (IAU-Code 675) in Flagstaff entdeckt.
Der Asteroid wurde nach dem US-amerikanischen Wissenschaftler Thomas O. Paine (1921–1992) benannt, während dessen Dienstzeit als dritter Administrator der NASA die ersten sieben bemannten Apollo-Missionen (Apollo 7 bis Apollo 13) geflogen wurden.